# Gabriel Oldham
Gabriel Oldham (* 2. Juli 1983 in Naters, Kanton Wallis) ist ein Schweizer Fernsehmoderator und Schauspieler.

## Leben und Karriere
Gabriel Oldham wuchs in Düdingen (Kanton Freiburg) auf. Bereits mit 16 Jahren sammelt er seine ersten Erfahrungen in der Medienwelt als Moderator bei Radio Freiburg. Nach abgeschlossener Matura im Kollegium Heilig Kreuz 2003 führt ihn sein Weg nach Zürich und vor die Kamera. Während fünf Jahren moderiert Gabriel Oldham die Kinder- und Jugendsendungen Nickelodeon und Junior im Schweizer Radio und Fernsehen. Nach zwei Jahren als Sportjournalist für die Sendungen «Sport aktuell» und «Sportpanorama» des Schweizer Fernsehens folgt 2009 der Wechsel zum Schweizer Sportfernsehen. Beim Spartensender ist Gabriel Oldham primär als Moderator verschiedener Sendungen und Sportübertragungen sowie als Projekt- und Redaktionsleiter im Einsatz. In dieser Zeit konzipiert und moderiert er die TV-Formate «Weekflash» und «Seitenwechsel». 2013 kehrt er als Redaktor und Produzent zum Schweizer Radio und Fernsehen zurück, wo er bereits seit 2010 als Warm-Upper für die Unterhaltungssendungen «1 gegen 100», «Top Secret» und «Donnschtig-Jass» tätig ist. Zwischen 2015 und 2018 moderiert und kommentiert Gabriel Oldham auf TV24 die Spiele der European Qualifiers, die Darts-WM und den Laver Cup.
Sein Schauspieldebüt gibt Gabriel Oldham als Frängi in der Schweizer Fernsehserie «Tschugger».